# Estegalella
El Mas Estegalella, també anomenat Casa d'Estegalella en algunes fonts més modernes, és una masia en ruïnes que, en el seu apogeu, explotava tot el territori al sud del rierol d'Estegalella i fins a la formació rocosa al nord del Pont de la Cabreta. El seu límit oriental era el riu Freser, i el seu límit occidental el barranc que es forma sota la Collada de Grats. Pertanyia a la vegueria de la Vall de Ribes i a la parròquia de Sant Martí d'Armències. Els terrenys del mas havien tingut com a senyor directe el monestir de Sant Joan de les Abadesses.
El capmàs consta de tres edificacions molt embardissades i en un estat ruïnós, que es poden trobar a les coordenades UTM 42° 15′ 19″ N, 2° 09′ 44″ E. L'edifici més al nord sembla ser un graner o corral, l'edifici central és l'habitatge del masover, i és bastant més luxós que els altres dos, i l'edifici més al sud sembla ser un habitatge per a treballadors, que podria haver estat utilitzat pels llenyataires i carboners que antigament explotaven els boscos d'Estegalella.
El mas fou propietat de la família de comerciants i ramaders Casabona, originalment de Ribes, però que va traslladar la seva residència a Olot a la dècada de 1730, a la mort de Pere Casabona i Coronas, adroguer de l'esmentat Ribes de Freser.